# Hesla Jednoty bratrské
Hesla Jednoty bratrské jsou sbírkou biblických veršů, vydávanou bez přestávky bezmála 290 let. Tím jsou pravděpodobně nejdéle vydávanou ročenkou v celosvětovém měřítku.
Hesla vznikla v roce 1728 v době ochranovského probuzení v Jednotě bratrské, aby byla každodenním povzbuzením. Tiskem vyšla poprvé pro rok 1731, od té doby vycházejí každoročně.
Dnes je originál s názvem „Die Losungen der Herrnhuter Brüdergemeine“ vydáván v německém Ochranově (Herrnhut) a z němčiny překládán do více než padesáti jazyků (v některých jazycích vycházejí i ve slepeckém písmu). Jednotlivé jazykové verze většinou mají oproti ochranovské předloze svá specifika.

## Struktura ochranovské předlohy
Pro každý den roku nabízí knížka Hesel v ochranovské předloze tři obsahově související biblické texty:
1. Slova ze Starého zákona (tj. Hesla) jsou každoročně losována přibližně z 1800 veršů, obsažených v ochranovské sbírce.
2. Slova z Nového zákona (vyučující texty) jsou k těmto heslům pečlivě vybírána. Na tomto výběru spolupracuje několik teologických komisí.
3. Oba biblické texty jsou doplněny tzv. „třetím textem“, obvykle citátem ze starých či moderních autorů. S ohledem na komplikované zajištění autorských práv (každý den obsahuje citát od různých autorů) tyto třetí texty nebývají zpravidla součástí ostatních překladů.

Poté následují dva oddíly pro každodenní čtení bible:
1. První čtení (ranní) je vybíráno z lekcionáře, vydaného luterskou liturgickou konferencí a je vztaženo k tématu týdne (heslo týdne a nedělní evangelium). Zároveň sleduje události církevního roku.
2. Druhé čtení (večerní) je čtením průběžným, které sestavuje Ekumenické společenství pro čtení Bible (Ökumenische Arbeitsgemeinschaft für Bibellesen, ÖAB)[1]. Toto průběžné čtení během čtyř let projde celým Novým zákonem a během sedmi let nejdůležitějšími knihami Starého zákona.

Na začátku každé neděle je uvedeno heslo, které nás bude provázet celý týden. ÖAB vybírá rovněž hesla měsíců a heslo roku.
O nedělích bývá průběžné čtení vynecháno, ale namísto něj je uvedeno čtení z epištoly a ze žalmu (jako doplnění nedělního evangelia z lekcionáře).
U všech nedělí a významných dnů ochranovská předloha uvádí doporučený text kázání. U nedělí bývá ještě uvedena píseň pro týden (tzv. Wochenlied).

## Hesla JB v češtině
V českém jazyce se Hesla Jednoty bratrské objevily poprvé v roce 1758. V dnešní době vydává jejich knižní podobu jednak soukromý vydavatel RNDr. Petr Heřman (Ochranovský seniorát při Českobratrské církvi evangelické), jednak Česká provincie Jednoty bratrské.

### Vydání Ochranovského seniorátu

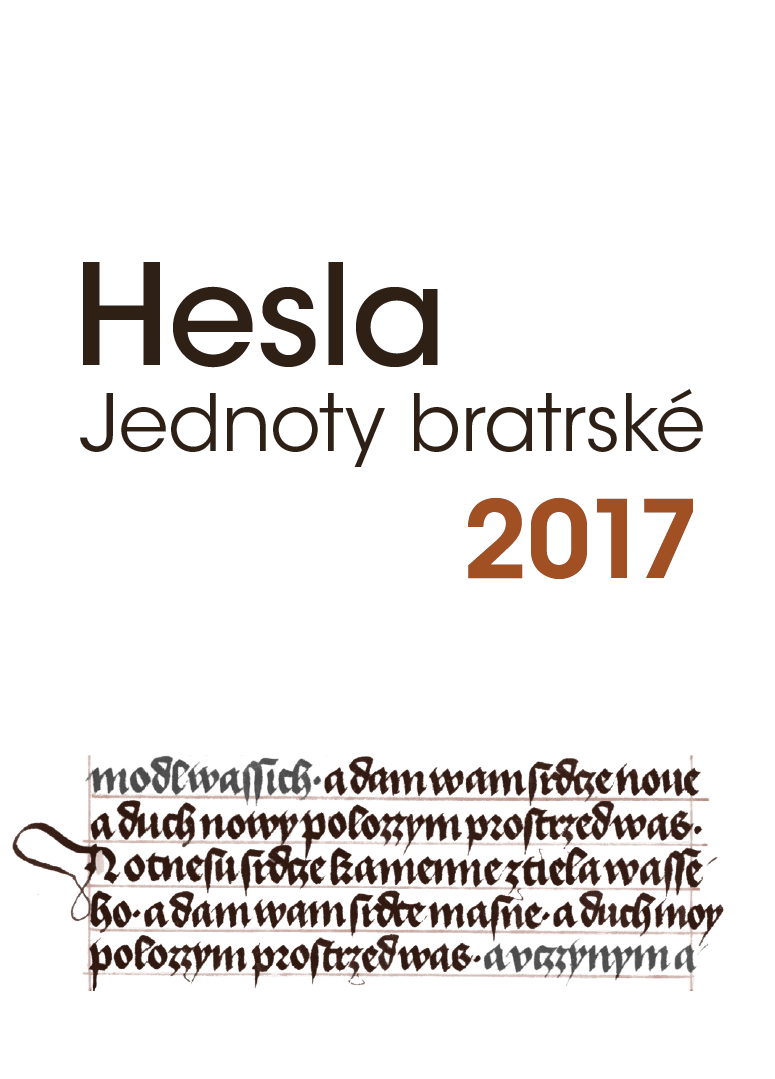
Hesla Jednoty bratrské 2017, obálka

Ve vydání Ochranovského seniorátu jsou vypuštěny třetí texty a nedělní čtení ze žalmu. Na místě písně pro týden jsou uváděny vhodně volené sloky písně, vybrané zpravidla z Bratrského zpěvníku. Doporučené texty kázání jsou v tomto vydání uváděny na jednom místě jako tzv. perikopy.
Hesla připomínají rovněž významná výročí, připadající na ten který rok: např. v roce 2013 se jednalo o 400. výročí posledního vydání Bible kralické (1613-2013), v roce 2014 šlo o 600. výročí dopsání Bible litoměřicko-třeboňské (1414–2014), v roce 2015 se jednalo o 600. výročí Husovy mučednické smrti, spadající přibližně do doby sepisování Bible boskovické. V roce 2016 se jedná o 600. výročí mučednické smrti Jeronýma Pražského a zároveň o 600. výročí Bible hlaholské. Výřezy z faksimile příslušných manuskriptů jsou použity v návrhu obálky a předsádek.
- Pro všechny ročníky: ISSN 1213-1547
- Pro rok 2016:
  - Databáze „České knihy“:
    - Hesla Jednoty bratrské 2016 – brožovaná vazba V1:  Hesla Jednoty bratrské 2016. Příprava vydání Petr Heřman; překlad Miroslav Matouš; ilustrace Slávek Heřman, Petr Heřman. Praha: Petr Heřman - DÚLOS, 04. 09. 2016 (2015 tisk). 160 s. (Hesla Jednoty bratrské; sv. 17). Dostupné online. ISBN 978-80-904123-8-5.
    - Hesla Jednoty bratrské 2016 – ruční pevná vazba V4:  Hesla Jednoty bratrské 2016. Příprava vydání Petr Heřman; překlad Miroslav Matouš; ilustrace Slávek Heřman, Petr Heřman. Praha: Petr Heřman - DÚLOS, 20. 09. 2016 (2015 tisk). 160 s. (Hesla Jednoty bratrské; sv. 17). Dostupné online. ISBN 978-80-904123-9-2.

### Vydání České provincie
Ve vydání České provincie jsou vypuštěny třetí texty a nedělní čtení z epištoly – místo něj je uváděn jen doporučený text kázání. Píseň pro týden není uváděna. Toto vydání vychází ve dvou verzích: První verzí je knížečka s biblickými texty na každý den ve formátu A6, která obsahuje také kontakty na sbory Jednoty bratrské. Dále je to verze s diářem, která má navíc stránky časového rozvrhu a také krátké pojednání o historii a současnosti Jednoty bratrské a kontakty na různá občanská sdružení, nadace, mateřská centra, kavárny, diakonie a školy, která při Jednotě bratrské u nás fungují. Při převodu z ochranovské předlohy jsou v současné době používány tyto překlady Bible do češtiny: Český ekumenický překlad, Český studijní překlad, Bible 21 a Slovo na cestu.
- Hesla Jednoty bratrské 2017. Do češtiny převedla Ester Klasová. Grafické zpracování: FS Interactive, s. r. o. ISBN 978-80-905380-7-8. Vydala Jednota bratrská.
- Hesla Jednoty bratrské 2017 s diářem. Do češtiny převedla Ester Klasová. Grafické zpracování: FS Interactive, s. r. o. ISBN 978-80-905380-8-5. Vydala Jednota bratrská.

### Denní čtení
Denní čtení – Úvahy nad Hesly Jednoty bratrské jsou Hesla Jednoty bratrské, doplněná o výklad biblického textu z pera různých theologů i laiků ze sedmi církví (tzv. Leuenberská konkordie):
- Církev bratrská
- Církev československá husitská
- Českobratrská církev evangelická
- Evangelická církev augsburského vyznání v České republice
- Evangelická církev metodistická
- Slezská církev evangelická augsburského vyznání
- Starokatolická církev

Vychází každý rok ve formátu A5.
Pro rok 2020:
 Denní čtení 2020 – Úvahy nad Hesly Jednoty bratrské. Příprava vydání Jana Křížová, Venuše Černá; ilustrace Magdalena Říčná. Ostrava: Key Publishing s.r.o., 2019. ISBN 978-80-7418-317-1.